# اسیدهای فنولیک

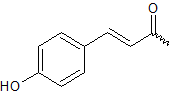
اسیدهای فنولیک

اسیدهای فنولیک (انگلیسی: Phenolic acid) مواد مغذی گیاهی یا فیتونوترینت‌هایی (Phytochemicals) بوده که جهت انجام چندین عملکرد مهم تولید می‌شوند. آنها می‌توانند در میوه، سبزیجات و برخی نوشیدنی‌ها مانند چای و قهوه وجود داشته باشند.

## ویژگی‌ها
اسیدهای فنولیک از متابولیت‌های گیاهی هستند. آنها به عنوان یک نوع فیتوکمیکال (ترکیب شیمیایی گیاهی) تحت عنوان پلی‌فنول در نظر گرفته می‌شوند. آنها علاوه بر فلاونوئیدها و استیلبن‌ها، پلی‌فنول‌های اصلی و مهمی بوده که به‌طور طبیعی در گیاهان یافت می‌شوند. پلی‌فنول‌ها اغلب توسط گیاهان جهت دفاع از خود در برابر پاتوژن‌ها (عوامل بیماری‌زا) تولید می‌شوند. اسیدهای فنولیک همچنین به عنوان مولکول‌های پیام‌رسان عمل کرده و نقش مهمی در رشد و تولید مثل گیاه دارند.
اسید فنولیک را می‌توان به مقدار فراوان در میوه و سبزیجات به خصوص در پوست و دانهٔ آنها یافت. در سال‌های اخیر، مطالعات وسیعی در مورد آنها انجام شده و برخی از این مطالعات نشان می‌دهند که این پلی‌فنول‌های گیاهی می‌توانند دارای اثرات مفیدی بر روی سلامت انسان باشند.